# マスターズ/超空の覇者
『マスターズ/超空の覇者』（マスターズ/ちょうくうのはしゃ、原題：Masters of the Universe）は、1987年制作のアメリカ合衆国のSFアクション映画。
マテル社の開発した玩具「マスターズ・オブ・ユニバース」(Masters of the Universe)をコミック化したものを映画化した作品。ドルフ・ラングレンの初主演映画である。

## あらすじ
全宇宙創造“ビッグバン”のグレイスカル・パワーを守る惑星エターニアの勇敢な戦士ヒーマンは、正義と宇宙の平和のために“闇と混沌の魔王”スケルター率いる悪の軍団と戦っていたが、城を陥落させられ“聖魔道女”ソーサレスは囚われの身となり、エターニア軍の兵士の殆どは降伏してしまう。
ヒーマンは辛うじてスケルターの追手から逃れた兵士アームズと女性兵士ティーラの2人と合流、更にスケルターの元へ連行されそうになっていた“異郷の天才”と呼ばれる科学者グウィルダーを救出する。スケルター一味が城を陥落させたのはグウィルダーが開発した時空間転位サイザーという転位装置のせいだと判明。一行はグウィルダーを責めるが、彼はスケルターの目的を知らなかった事と自宅に試作品のサウザーがある事を伝え、ヒーマン達はそれを使って城へと転位しソーサレス救出へ赴く。しかし、玉座ではスケルターとその軍勢が待ち構えており、戦闘状態となるが多勢に無勢で劣勢となり、ソーサレスの救出を一旦諦め再びサウザーを使い城から撤退する。
だが、グウィルダーは座標を慌てて設定した為、ヒーマン達はエターニアではなく遥か遠くの地球へと転位してしまう。更にグウィルダーは時空間転位サウザーを何処かへ落としてしまい、一行はやむを得ずサウザーの捜索をする羽目になる。
一方スケルターはヒーマンの転位先を突き止め、側近のイブル・リンにヒーマンの連行とサウザーの回収を命令し地球に軍勢を送り込む。
サウザーを拾った地球人のジュリーとケヴィンは軍勢から狙われる事となり、2人と出会ったヒーマン達はジュリー達を守りつつスケルター一味と攻防を開始する。

## スタッフ
- 監督：ゲイリー・ゴダード
- 製作：メナヘム・ゴーラン、ヨーラム・グローバス
- 脚本：デヴィッド・オデル
- 製作総指揮：エドワード・R・プレスマン
- 撮影：ハナニア・ベア
- 音楽：ビル・コンティ
- 特殊視覚効果：リチャード・エドランド

## キャスト
| 役名                   | 俳優                           | 日本語吹替                            | 日本語吹替                        |
| 役名                   | 俳優                           | テレビ東京版                          | テレビ朝日版                      |
| ---------------------- | ------------------------------ | ------------------------------------- | --------------------------------- |
| ヒーマン               | ドルフ・ラングレン             | 玄田哲章                              | 大塚明夫                          |
| スケルター             | フランク・ランジェラ           | 柴田秀勝                              | 大塚周夫                          |
| イヴル・リン           | メグ・フォスター               | 弥永和子                              | 高畑淳子                          |
| グウィルダー           | ビリー・バーティ               | 青野武                                | 八奈見乗児                        |
| ジュリー               | コートニー・コックス           | 松井菜桜子                            | 井上喜久子                        |
| ケヴィン               | ロバート・ダンカン・マクニール | 島田敏                                | 井上和彦                          |
| ティーラ               | チェルシー・フィールド         | 戸田恵子                              | 高島雅羅                          |
| マン・アット・アームズ | ジョン・サイファー             | 小島敏彦                              | 小林勝彦                          |
| ルビック刑事           | ジェームズ・トールカン         | 千田光男                              | 羽佐間道夫                        |
| ソーサラス             | クリスティーナ・ピックルズ     | 藤夏子                                | 谷育子                            |
| ブレイド               | アンソニー・デ・ロンギス       | 田中正彦                              | 幹本雄之                          |
| カーグ                 | ロバート・タワーズ             | 江原正士                              | 麦人                              |
| ソーロッド             | ポンズ・マー                   | 原語音声流用                          | 原語音声流用                      |
| ビースト               | トニー・キャロル               | 原語音声流用                          | 原語音声流用                      |
| チャーリー             | バリー・リビングストン         | 中原茂                                | 鈴木勝美                          |
| ジュリーの母           | グウィン・ギルフォード         | 磯辺万沙子                            | 弘中くみ子                        |
| ジュリーの父           | ウォルター・スコット           | 幹本雄之                              | 筈見純                            |
| 役不明又はその他       |                                | 村田美代子 辻つとむ 山口健            | 福田信昭 佐藤正治 辻つとむ 中博史 |
|                        |                                |                                       |                                   |
| 翻訳                   |                                | 平田勝茂                              | 宇津木道子                        |
| 演出                   |                                | 松川陸                                | 蕨南勝之                          |
| 調整                   |                                | 金谷和美                              | 兼子芳博                          |
| 効果                   |                                | 南部満治 大橋勝次                     | 南部満治                          |
| 選曲                   |                                | 河合直                                |                                   |
| 担当                   |                                | 吉富孝明                              |                                   |
| 配給                   |                                | 東宝東和                              |                                   |
| 制作協力               |                                | 武市プロダクション                    |                                   |
| プロデューサー         |                                | 柳川雅彦 中村公彦                     | 山田ゆみ子                        |
| 制作                   |                                | ニュージャパンフィルム                | ニュージャパンフィルム            |
| 初回放送               |                                | 1990年11月22日 『木曜洋画劇場         | 1992年1月26日 『日曜洋画劇場』    |
| 再放送                 |                                | 『ザ・シネマ』 『午後のロードショー』 |                                   |

## 備考
ヒーマンはもともと、英雄コナンを意識して作られたキャラクターであった。しかし、法的な理由と映画版コナン（「キング・オブ・デストロイヤー/コナンPART2」）がいささか成人向けの内容であったため、新たなキャラクターが造形されることとなった。